# Marisa Traversi
Marisa Traversi, all'anagrafe Marialuisa Traversi (Milano, 6 agosto 1934 – Roma, 15 marzo 2023), è stata un'attrice italiana.

## Biografia
Milanese di nascita, si trasferì con la famiglia a Roma subito dopo la seconda guerra mondiale. Dapprima cantante nei night romani e reginetta di vari concorsi di bellezza, partecipando anche alle selezioni Miss Italia, ottenne una parte nel film Parola di ladro (1957), di Nanni Loy. Cominciò da lì la carriera nel cinema e nella televisione. Apprezzata da Macario, lavorò anche molto nella rivista e collaborò anche con Dino Verde alla realizzazione di tre edizioni del programma di satira politica Scanzonatissimo.
Apparve anche nel film Il medico della mutua (1968) di Luigi Zampa, nel ruolo di una prostituta, e in Amici miei (1975) di Mario Monicelli nel ruolo di un'amica di Philippe Noiret. Ebbe una parte comica, con ruolo di cantante, in Supercolpo da 7 miliardi (1966) di Bitto Albertini. Fu attiva anche come doppiatrice in numerosi cartoni animati.

## Vita privata
Nell'estate del 1972 ebbe un grave incidente d'auto mentre viaggiava a bordo della sua Fiat 500 tra Fregene e Roma, quando a causa di un guasto l'auto si capovolse invadendo l'altra corsia e scontrandosi con altre vetture. Marisa Traversi giunse in ospedale in gravi condizioni, ma dopo una lunga serie di interventi riuscì a ristabilirsi. Fu in questa occasione che conobbe il professor Nicola Pujia, che faceva parte dell'équipe medica, e che divenne in seguito il suo compagno di vita.
I due si sposarono il 26 luglio del 1975 nella chiesa dei Ss. Giovanni e Paolo. L'attrice poté anche riprendere la sua carriera cinematografica, ma all'inizio degli anni ottanta preferì ritirarsi per dedicarsi alla famiglia. In seguito tornò comunque varie volte a lavorare in teatro e in televisione.

## Filmografia

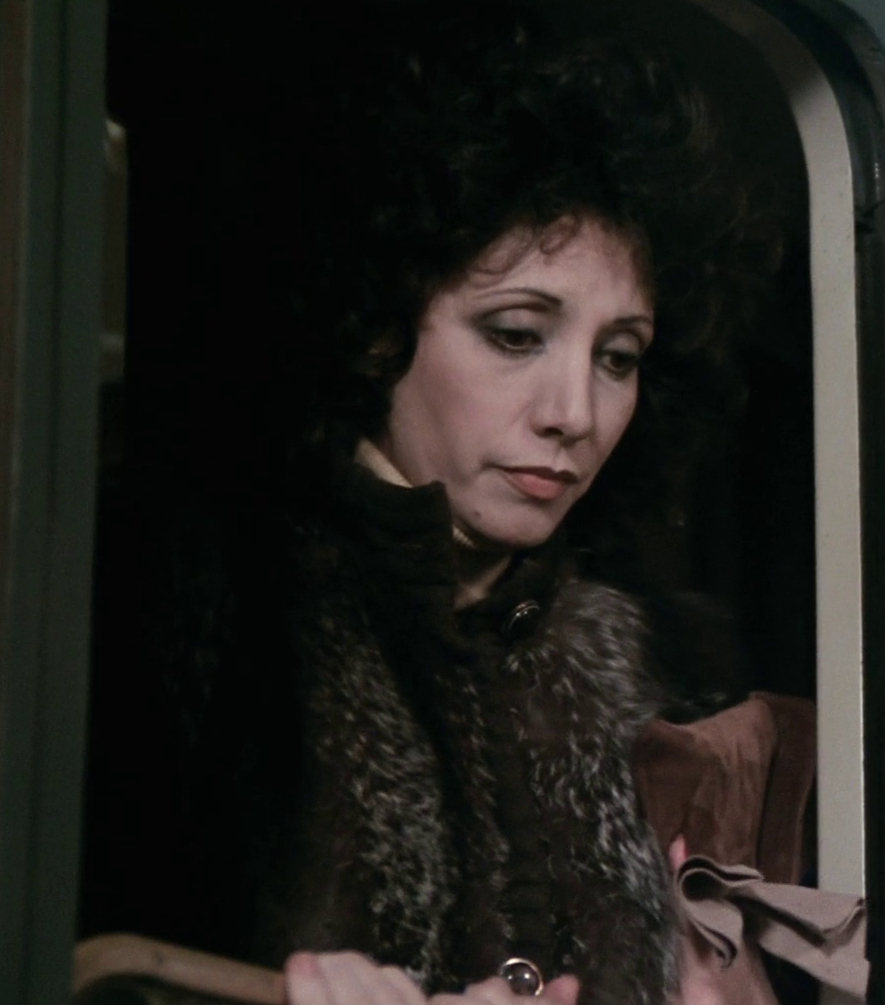
Marisa Traversi in Amici miei (1975)

### Cinema
- Parola di ladro, regia di Nanni Loy e Gianni Puccini (1957)
- Le dritte, regia di Mario Amendola (1958)
- Le cameriere, regia di Carlo Ludovico Bragaglia (1959)
- Chi si ferma è perduto, regia di Sergio Corbucci (1960)
- Il medico delle donne, regia di Marino Girolami (1962)
- La ragazza in prestito, regia di Alfredo Giannetti (1964)
- Supercolpo da 7 miliardi, regia di Bitto Albertini (1966)
- Tre passi nel delirio, regia di Federico Fellini (1967)
- Flashman, regia di Mino Loy (1967)
- Non aspettare Django, spara, regia di Edoardo Mulargia (1967)
- Spia spione, regia di Bruno Corbucci (1967)
- Maigret a Pigalle, regia di Mario Landi (1967)
- Roma come Chicago, regia di Alberto De Martino (1968)
- Il medico della mutua, regia di Alberto Sordi (1968)
- Quintana, regia di Vincenzo Musolino (1969)
- Con quale amore, con quanto amore, regia di Pasquale Festa Campanile (1970)
- I girasoli, regia di Vittorio De Sica (1970)
- I due della F. 1 alla corsa più pazza, pazza del mondo, regia di Osvaldo Civirani (1971)
- Rapporto a tre (Cometogether), regia di Saul Swimmer (1971)
- Frankenstein '80, regia di Mario Mancini (1972)
- L'Aretino nei suoi ragionamenti sulle cortigiane, le maritate e... i cornuti contenti, regia di Enrico Bomba (1972)
- Racconti proibiti... di niente vestiti, regia di Brunello Rondi (1972)
- Ingrid sulla strada, regia di Brunello Rondi (1973)
- Il poliziotto è marcio, regia di Fernando Di Leo (1974)
- Amici miei, regia di Mario Monicelli (1975)
- Febbre da cavallo, regia di Steno (1976)
- Gli anni struggenti, regia di Vittorio Sindoni (1979)
- State buoni se potete, regia di Luigi Magni (1983)

### Televisione
- Tutto Totò – serie TV, episodio 1x06 (1967)
- Figli d'arte, regia di Flaminio Bollini (1967)
- Lulù, regia di Sandro Bolchi – film TV (1972)

## Doppiaggio
- Voce narrante in Yakari (1982)